# Пушкарёво (Смоленская область)
Пушкарёво — деревня в Смоленской области России, в Дорогобужском районе. Расположена в центральной части области в 3 км к востоку от Дорогобужа, в 4 км к югу от Верхнеднепровского, на правом берегу Днепра. Население — 8 жителей (2007 год) . Входит в состав Михайловского сельского поселения.

## История
В прошлом село, принадлежавшее Голицыным . Также известно, что в первой половине XIX века в селе была упразднена церковь, чудотворная икона Казанской Божией Матери была перевезена в Болдинский монастырь.